# Modré kameny
Modré kameny (německy Blaustein) je skalní útvar v Krkonoších, nedaleko Modrokamenné boudy.

## Popis
Modré kameny vznikly v období kvarcitu, kdy tvořili sediment mořského dna. Během následujících milionů let došlo ke zvrásnění do současné podoby. Dnes se jedná o křemencové skalky na jižním úbočí Světlé hory, přičemž z nejvyšší z nich je výhled do okolního kraje.

## Přístup
Nejlepší přístup je po modré a následně žluté turistické značce od Janských Lázní.